# Nolana
Nolana is de botanische naam van een geslacht uit de nachtschadefamilie (Solanaceae). Er zijn tussen de 85 en 89 soorten binnen dit geslacht, welke van nature voorkomen in Peru, Chili en op de Galapagoseilanden.
... · 
Acnistus · 
Anthocercis · 
Anthotroche · 
Atropa · 
Browallia · 
Brugmansia · 
Brunfelsia · 
Calibrachoa · 
Capsicum · 
Cestrum · 
Cyphomandra · 
Datura · 
Hyoscyamus · 
Iochroma · 
Lycium · 
Lycopersicon · 
Mandragora · 
Nicandra · 
Nicotiana · 
Nolana · 
Petunia · 
Physalis (Lampionplant) · 
Solanum (Nachtschade) · 
Streptosolen · 
Withania · 
...